# Łysa Góra
Lysa Gora (Łysa Góra, ['łysa-'gura], "Montaña Calva", también conocida como Łysiec o Święty Krzyż, "Santa Cruz") es una montaña bien conocida en la sierra de Świętokrzyskie, Polonia. Con una altura de 595 m s. n. m., es la segunda montaña en esa cordillera, tras el Łysica de 612 metros. En sus laderas y en lo alto de su cumbre hay varios senderos, las ruinas de un muro pagano del siglo IX, el monasterio benedictino de Święty Krzyż del siglo XI (destruido durante la Segunda Guerra Mundial, hoy parcialmente restaurado), y la torre de televisión de Święty Krzyż. La montaña también juega un papel destacado en una leyenda local sobre los aquelarres de brujas.

## Ubicación

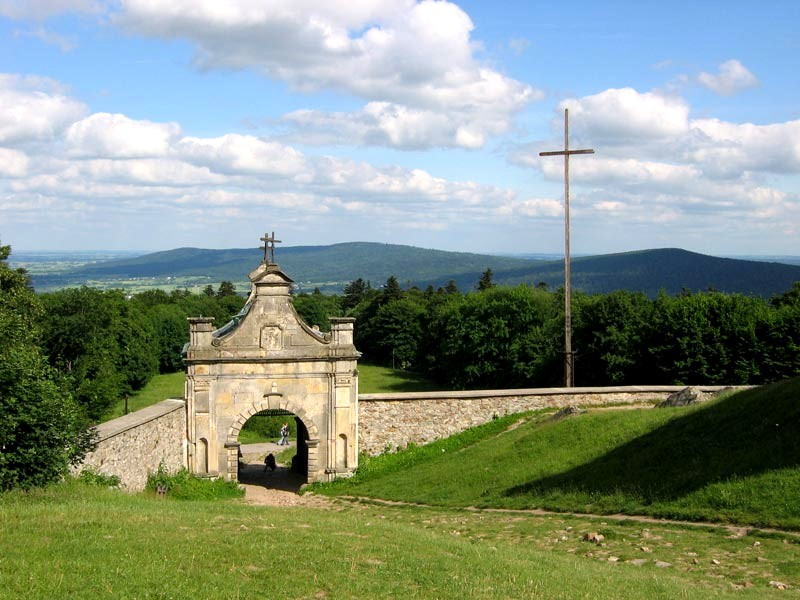
Paisaje.

Lysa Gora, compuesta principalmente de cuarcita y pizarras cámbricas, queda en la parte oriental de la cordillera Łysogóry. Destacada dentro del Parque nacional Świętokrzyski, es un punto vital en muchos senderos turísticos de la región. El sendero azul a Pętkowice empieza aquí, y el sendero rojo desde Gołoszyce a Kuźniaki pasa por aquí.

## Monumentos notables

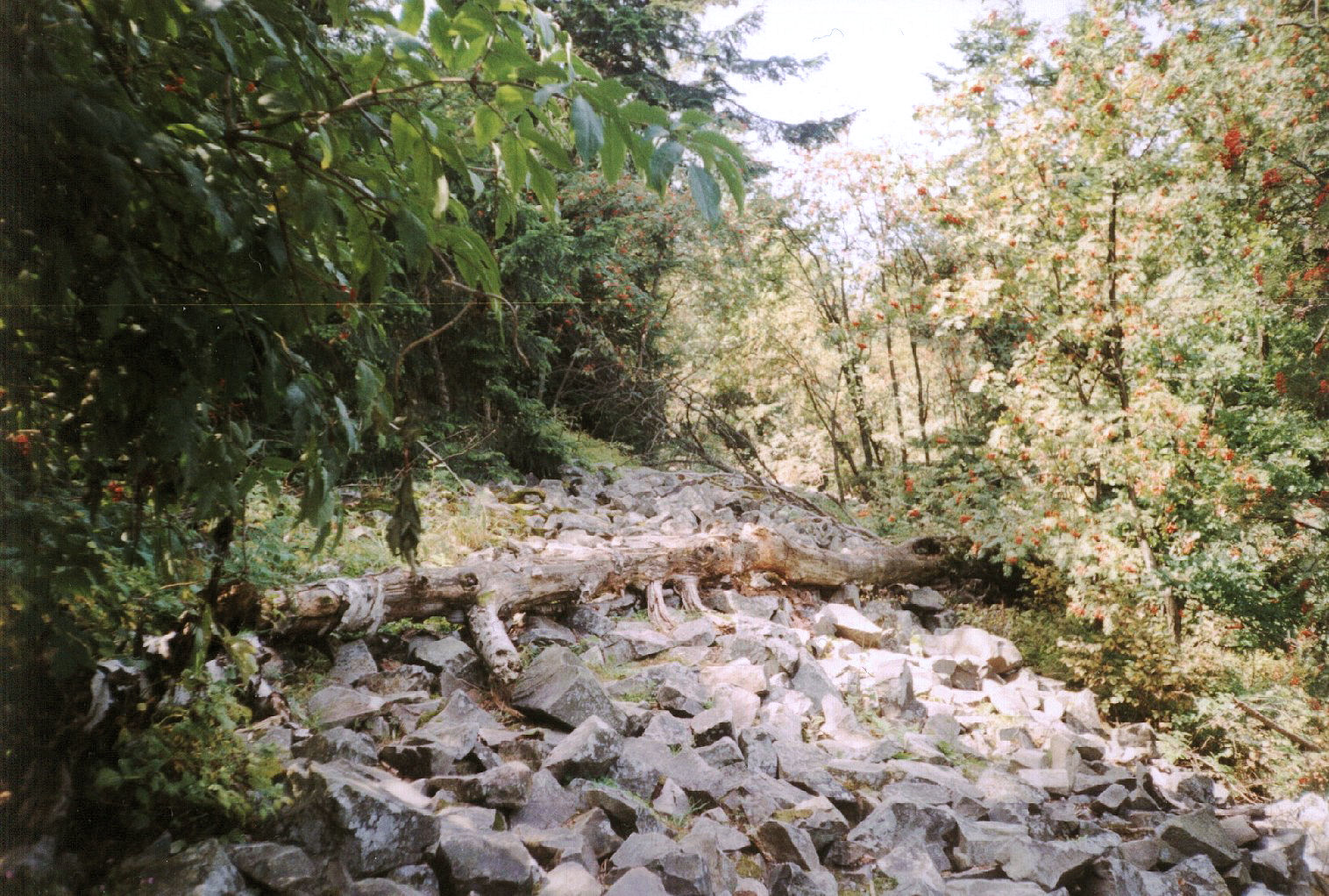
Restos del muro pagano.

Durante la época prehistórica de Polonia, es muy probable que Lysa Gora fuera una montaña sagrada y el lugar donde se alzaba un templo de culto pagano de tres dioses, mencionado en los Anales de Jan Długosz. Hay restos de un muro en forma de U realizado con cuarcita alrededor de la parte superior de la montaña, con una longitud de alrededor de 1,5 km y altura de 2m a los siglos VIII-X. El templo fue abandonado después del bautismo de Polonia. La leyenda sobre aquelarres está probablemente relacionada con el antiguo culto.

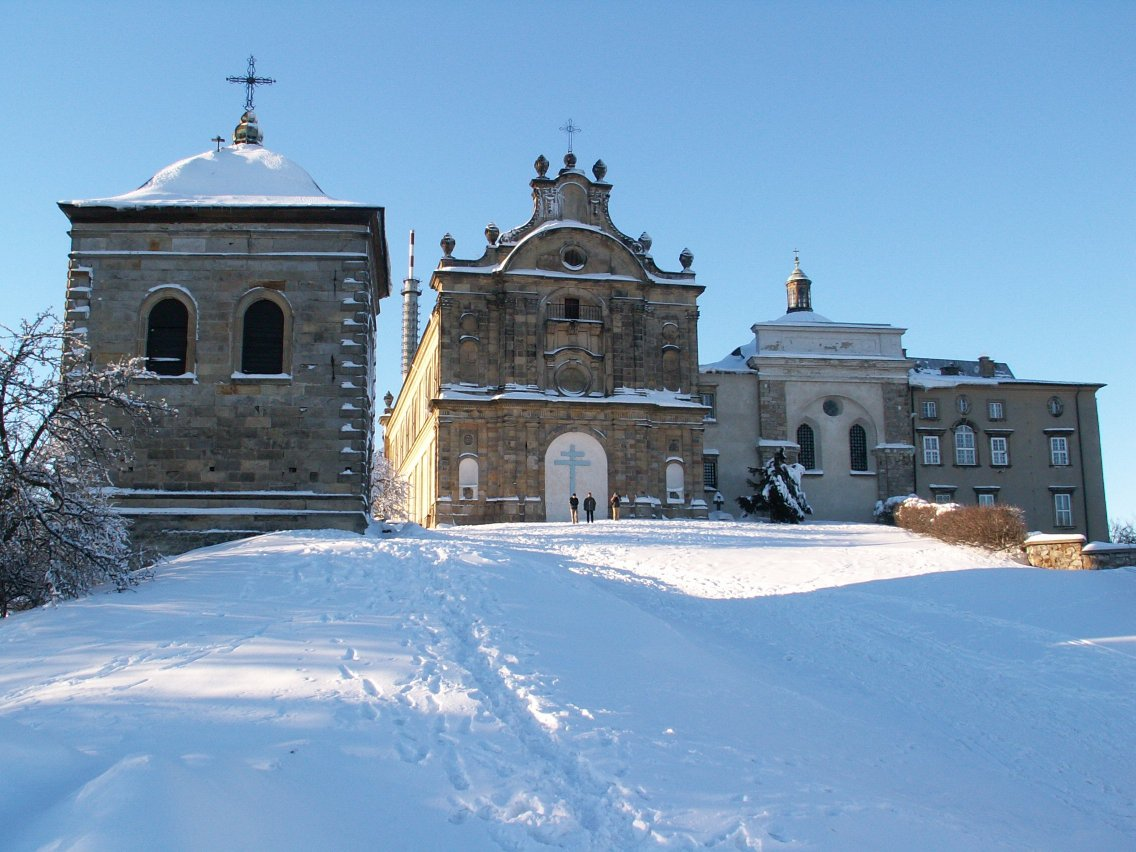
Abadía en el invierno.

En el lugar del templo pagano se fundó un monasterio benedictino dedicado a la Santa Cruz (Święty Krzyż), según una leyenda, en 1006, por el rey de Polonia, Boleslao I el Bravo, pero la mayor parte de las fuentes dan el siglo XI. El monasterio recibió su nombre de una parte de la Vera Cruz que fue supuestamente consagrada aquí, y fue un lugar de frecuentes peregrinaciones. El monasterio fue destruido y reconstruido varias veces a lo largo de su historia, con la destrucción más significativa en los siglos XIX y XX. Después de las particiones de Polonia, el Imperio ruso se hizo cargo del edificio en 1819 y lo convirtió en prisión. Parcialmente restaurado durante el periodo de entreguerras después de la independencia recuperada de Polonia, fue tomada por la Alemania nazi y usada como una prisión y lugar de ejecución de prisioneros de guerra soviéticos (alrededor de 6.000 murieron aquí). Después de esto, el gobierno comunista polaco transfirió el edificio al Parque nacional Świętokrzyski, que renovó partes de él. Actualmente, el Parque nacional tiene un museo en algunos de los anteriores edificios, mientras que una parte ha sido tomada por otra orden religiosa (los Misioneros Oblatos de María Inmaculada). La abadía, aunque ahora ha pasado su Edad de Oro, ha dado su nombre a la Sierra de Świętokrzyskie así como al propio voivodato de Santa Cruz. La abadía también conserva algunas momias; uno de ellos se rumorea pero no se confirma, que pertenece a Jeremi Wiśniowiecki.

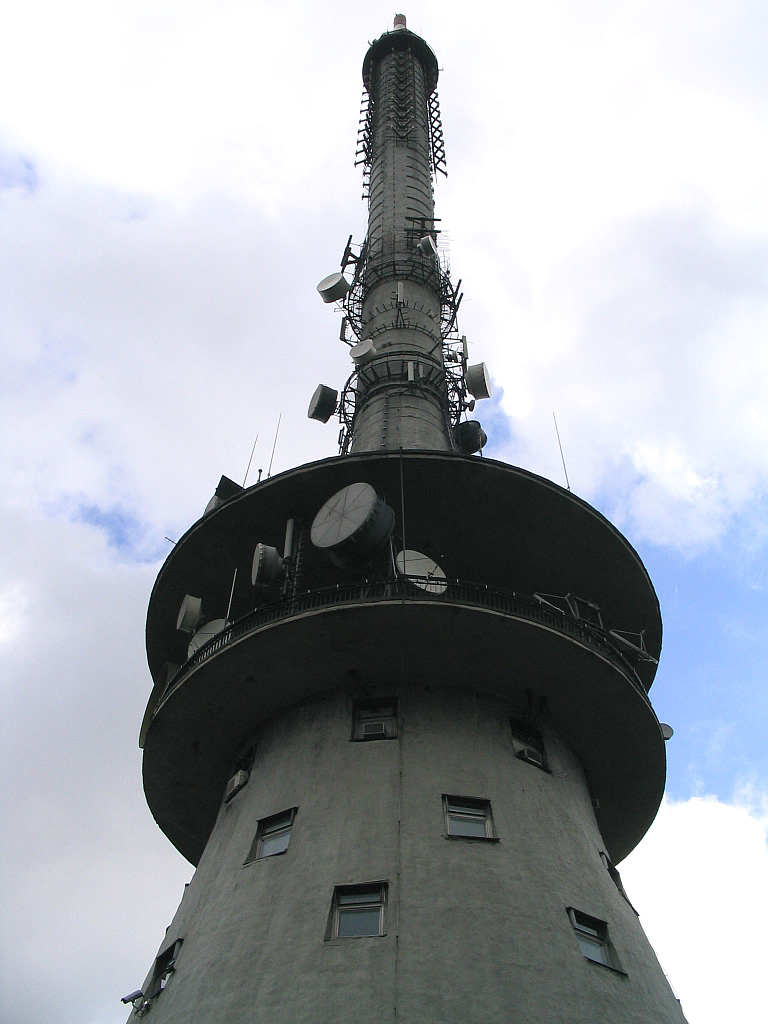
Torre de televisión de Święty Krzyż.

Otro edificio notable que se encuentra en la montaña es la torre de televisión de Święty Krzyż; es la torre de telecomunicaciones más alta en Polonia. Construida en 1966, tiene 157 metros de alto y está hecha de cemento.
Los prisioneros soviéticos ejecutados por los nazis están enterrados en una fosa común cerca del pico. En la base de la montaña, hay un monumento a los polacos que murieron en la masacre de Katyn.